# Prignano sulla Secchia
(da "La secchia rapita")
Prignano sulla Secchia (Prignân in dialetto modenese, Pérgnân nel dialetto locale) è un comune italiano di 3 848 abitanti della provincia di Modena in Emilia-Romagna, a sud-ovest del capoluogo. È situato nella prima fascia dell'Appennino modenese, adagiato nelle vallate percorse dal fiume Secchia e da un suo affluente, il torrente Rossenna.
Prignano fa parte dell'Unione dei comuni del Distretto ceramico, assieme a Fiorano Modenese, Formigine, Maranello, Sassuolo, Frassinoro, Montefiorino e Palagano.

## Geografia fisica

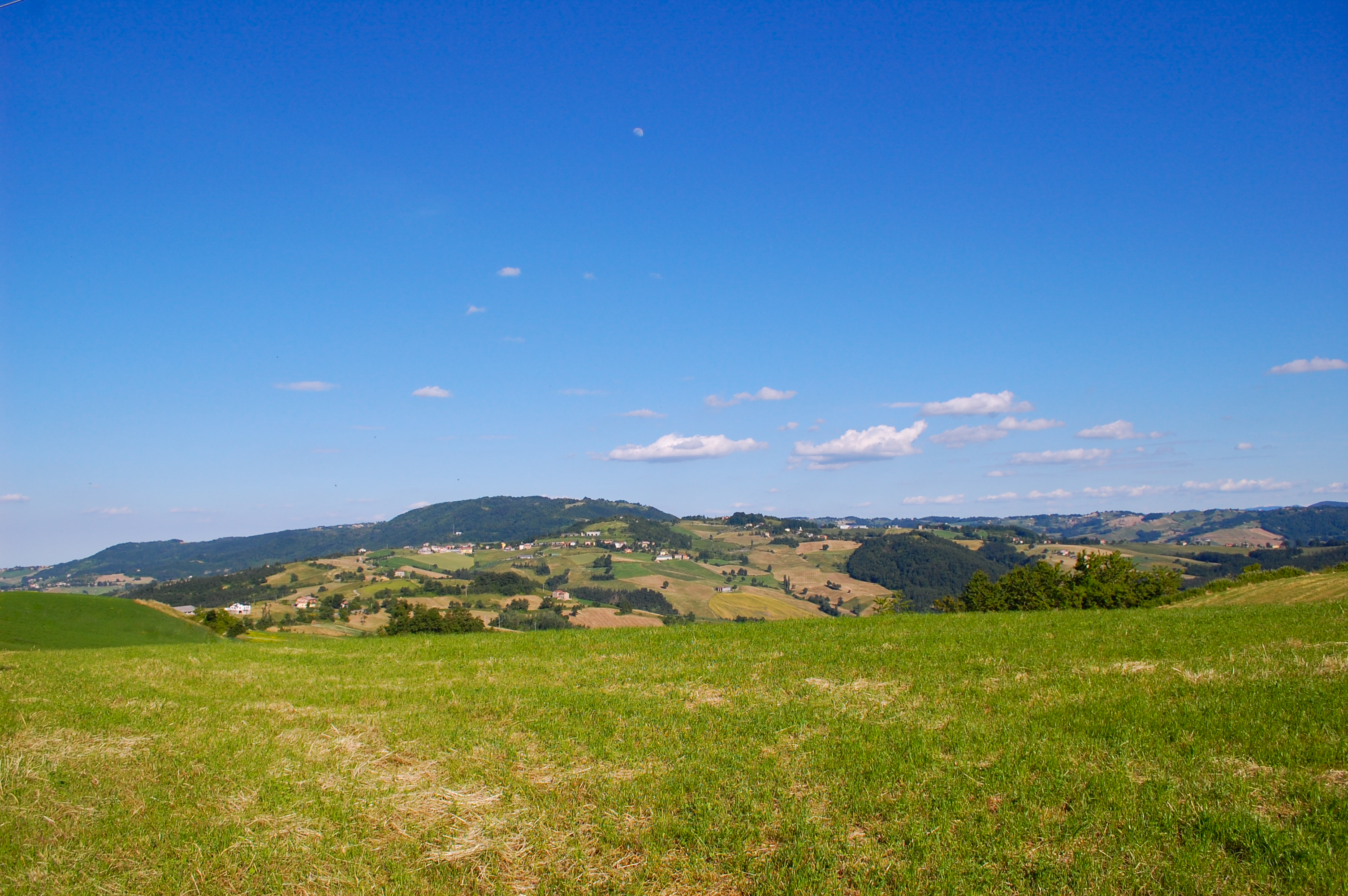
La frazione di Moncerrato vista da Via Monte

### Territorio
Il territorio prignanese si colloca all'interno di quella che è definita fascia medioeuropea collinare, caratterizzata da boschi di querce e, nei pressi dei corsi d'acqua, da pioppi e salici. La connotazione prevalentemente argillosa del suolo ha permesso la formazione di calanchi e reso alcuni tratti del territorio particolarmente sensibili a frane e piccoli smottamenti. L'ambiente è adatto alla grossa fauna ungulata, come caprioli, cervi e cinghiali nonché ad altri mammiferi come volpi, tassi, puzzole, faine, donnole, lepri e diversi piccoli roditori ed insettivori.

#### Classificazione altimetrica
Il territorio comunale di Prignano è compreso nella zona altimetrica di collina interna; l'altitudine oscilla tra i 168 e gli 870 m s.l.m., raggiunti in località Faeto, con un dislivello complessivo di 702 metri.

#### Classificazione sismica
A seguito dell'Ordinanza P.C.M. n. 3274 del 20 marzo 2003, il Comune di Prignano sulla Secchia è stato catalogato in zona 3, ovvero a sismicità bassa.

### Clima

#### Classificazione climatica
Ai sensi del D.P.R. 26 agosto 1993, n. 412, il Comune di Prignano sulla Secchia ricade nella zona climatica E, vale a dire quella in cui presenta un numero di gradi-giorno da oltre 2 100 a 3 000: per l'accensione degli impianti termici il limite massimo consentito è di 14 ore giornaliere dal 15 ottobre al 15 aprile.

## Origini del nome
Il nome Prignano ha probabile origine latina. Non è possibile ricostruire la precisa forma originaria del nome stesso, riportato nelle forme diplomatiche Periniana o Piriniana (Carlo Magno, 8 giugno 781), Perinianum o Pirinianum (Berengario I, 6 novembre 898), Prinianu (Ottone I, 27 giugno 968), Pregnanum (Enrico II il Santo, 1020).
Il toponimo è di evidente forma aggettivale (-ano e –ana), ma non è ben definita la struttura tematica (Perini- o Prini-, Perenni- o Prenni-). È probabile la derivazione dal nome personale Pèrennius e la costruzione Perennianus fundus: “fondo o podere di Perennio”. È altresì ipotizzabile che la forma originaria fosse il neutro Prennianum e, in considerazione della dislocazione di Prignano sul fiume o davanti al fiume, la costruzione dell'etimo sarebbe ricostruibile in Prœ – amni –anum / Prœ –mni –anum, da amnis “fiume”; Prœamnianum Castrum, fortificazione presso il fiume. Lo storico locale Giovanni Berti, in mancanza sia della documentazione lessicale di un aggettivo prœamnianus sia della documentazione storica di un castrum così denominato, favorisce l'ipotesi etimologica in Pèrennianus (fundus).

## Storia
(da "Prignano: notizie e ricerche storiche")

### La stazione preistorica del Pescale
I primi stanziamenti presenti nel prignanese risalgono all'età della pietra. Il sito archeologico del Pescale è stato scoperto alla fine dell'Ottocento, scavi approfonditi sono stati eseguiti dal paleontologo modenese Fernando Malavolti tra il 1937 ed il 1942, portando alla luce un villaggio neolitico. Il sito si trova nel territorio della frazione di Pigneto, sulla spianata "del Castellaro" alla sommità della rupe che si innalza sulla sponda destra del fiume Secchia, nel tratto in cui riceve le acque del rio Pescarolo. L'area dell'insediamento era di circa 2 600 metri quadrati: sono stati ritrovati fondi di capanne di legno ed argilla, focolari, tombe, manufatti in pietra e osso, oggetti in terracotta e vasellame in ceramica. Si ritiene che il Pescale sia stato abitato dalla fine del V o dall'inizio del IV millennio a.C., fino alla prima metà del III millennio a.C.

### Fino alla dominazione carolingia
Dopo l'età neolitica, la zona è stata abitata prima dai Liguri, Umbri, Etruschi, Galli ed infine Romani.
Non è possibile però precisare quali di queste popolazioni ha abitato per prime i versanti meridionali di Monte Pedrazzo, occupando la valle del Secchia alla confluenza con il torrente Rossenna. Si può ipotizzare che le zone montuose siano state occupate da popolazioni che cercavano rifugio a seguito di una invasione delle terre in cui abitavano.
Sicuramente le terre di Prignano sono state oggetto di contesa durante l'epoca romana. Il Monte Pedrazzo offriva un bastione naturale alle popolazioni Frignate alla colonizzazione romana, ed era il luogo di contatto tra la popolazione romana della pianura con le popolazioni che abitavano le zone appenniniche. Questo è sostenuto dal fatto che il torrente Rossenna costituisce il confine naturale tra dialetto di montagna (sponda sinistra) e quello di collina (sponda destra).

### L'Alto Medioevo
(Carlo Magno ammette sotto la sua protezione la chiesa reggiana. Pavia, 8 giugno 781")

### Il nuovo comune e il XX secolo
Le elezioni politiche del 1919 e del 1921 sancirono la netta affermazione del Partito Popolare nel comune, dove raggiunse le più alti percentuali dell'intera provincia modenese, oltre la soglia del 60%. Il P.P.I. distaccò abbondantemente sia i socialisti, sia le forze che si riunirono nei Blocchi Nazionali proprio in funzione anti-socialista.
Alle elezioni politiche del 1924 i fascisti raccolsero il 52,4% dei voti, in provincia la media fu del 63%.
Al plebiscito fascista del 24 marzo 1929 i "votanti" a Prignano furono 1 421, i "No" solamente 2. Al plebiscito successivo, il 25 marzo 1934, l'adesione fu totale.
Le elezioni amministrative del 1946 videro, nella provincia di Modena, il successo delle liste di sinistra: solo il comune di Prignano, assieme a quello di Polinago, fu caratterizzato dal governo di una maggioranza democristiana.

### Simboli

#### Stemma

Gonfalone civico

Lo stemma è stato riconosciuto con decreto del Capo del governo del 17 ottobre 1932:
Parzialmente differente la descrizione presente sullo Statuto comunale:

#### Gonfalone
Il gonfalone, concesso con DPR del 16 ottobre 1954, è descritto nel medesimo Statuto:

## Monumenti e luoghi d'interesse

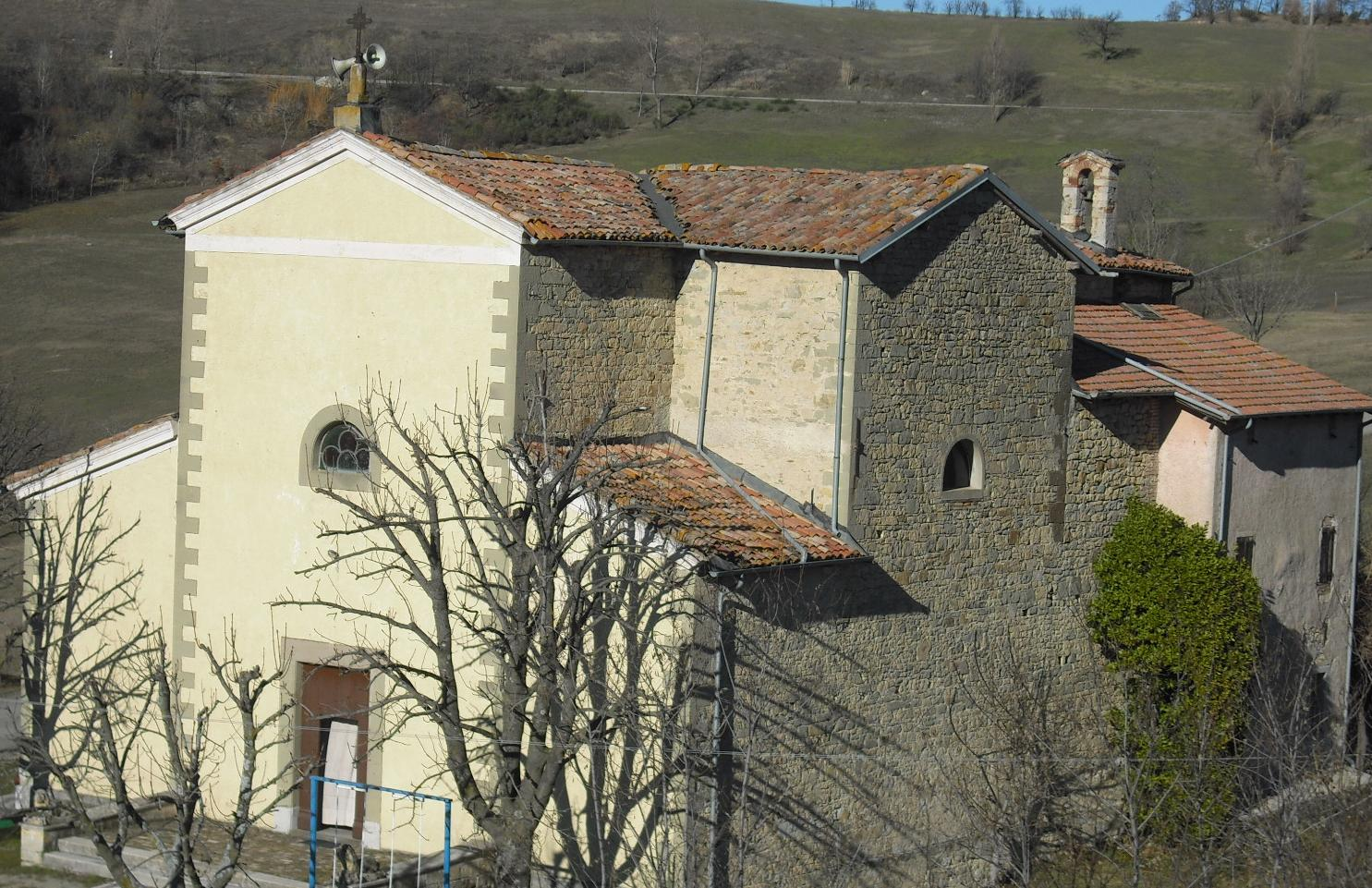
Chiesa parrocchiale

### Architetture religiose
- Chiesa di San Bartolomeo Apostolo (fraz. Sassomorello)
- Chiesa di San Carlo Borromeo (fraz. Pescarola)
- Chiesa di San Lorenzo Martire e San Michele Arcangelo (Prignano)

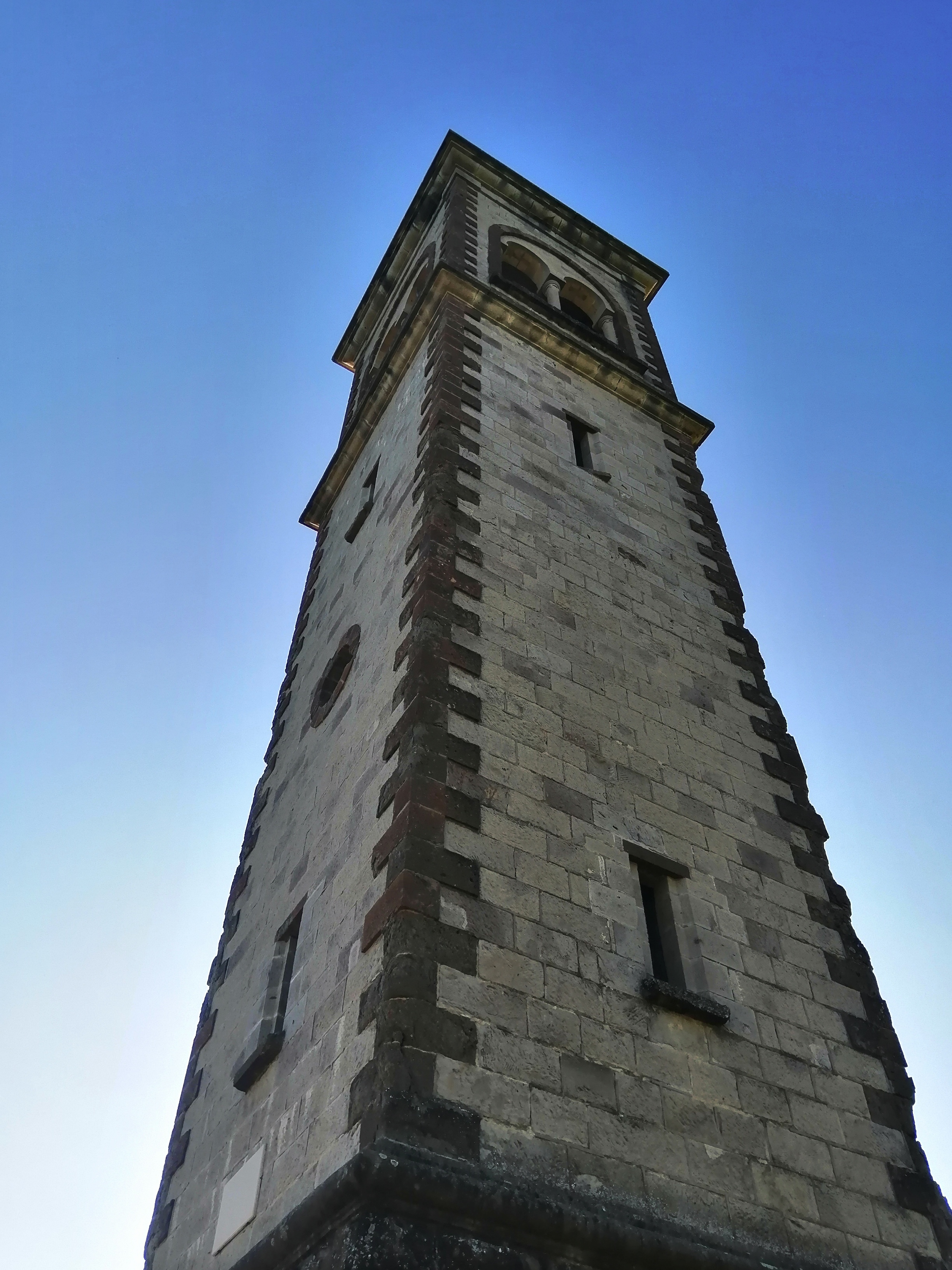
Campanile di San Lorenzo

- Chiesa di Santa Maria Assunta (fraz. Castelvecchio - costruzione: anno 1650)
- Chiesa di Santa Maria Ausiliatrice (fraz. Moncerrato - costruzione: anno 1962)
- Chiesa di San Michele Arcangelo (fraz. Montebaranzone)
- Chiesa dei Santi Nazario e Celso Martiri (fraz. Pigneto - prime notizie di carattere generale: 1318, 1543)
- Chiesa di San Pietro Apostolo (fraz. Morano)
- Chiesa di San Tommaso Apostolo (fraz. Saltino)
- Oratorio della Madonna d'Avato (fraz. Castelvecchio - restauro intero bene: anno 2003)
- Oratorio di San Giuseppe al Poggio (Prignano - ricostruzione intero bene: anno 1999)
- Oratorio della Madonna del Bosco (fraz. Saltino)

### Architetture civili
- Cippo commemorativo a Mario Allegretti (fraz. Saltino)
- Lapide a Giuseppe Castagnetti (Municipio, Prignano);
- Lapide a tutti gli Alpini d'Italia (Piazza degli Alpini, Prignano)
- Monumento a Mario Allegretti e ai caduti di Saltino (fraz. Saltino)
- Targa in ricordo delle famiglie Sinti internate nel campo di concentramento (Municipio, Prignano)

## Società

### Evoluzione demografica
Abitanti censiti

La popolazione di Prignano ha conosciuto il proprio apice nel 1951, con 6 702 residenti; il dato minimo è riscontrabile nel censimento del 1991 con 3 109 residenti.
I maggiori incrementi demografici si sono avuti nei decenni 1921-1931 (+18,6%) e 1991-2001 (+14,2%); i maggiori decrementi si sono avuti nel trentennio 1951-1981: 1951-1961 (-22,3%), 1961-1971 (-30,2%), 1971-1981 (-13,5%). Il fattore che ha contribuito a questo trend negativo, che ha caratterizzato tutta l'area montana appenninica, è stato la migrazione preminentemente giovanile verso la pianura, in primis nell'adiacente Distretto della Ceramica sassolese.
Dal censimento del 2001 la popolazione residente a Prignano sta continuando a crescere, tanto che all'ultima rilevazione statistica annuale (riferita al 31 dicembre 2010) il comune conta 3 813 abitanti (+ 252 rispetto al 2001).
Al 1º gennaio 2007 si constatava un sostanziale equilibrio di genere tra gli allora 3 647 residenti: 1 822 maschi e 1 825 femmine.
Sempre alla stessa data, l'analisi dell'indice di vecchiaia, che stima sostanzialmente il grado di invecchiamento di una popolazione, veniva calcolato a Prignano al 164%. La fascia degli ultra-sessantenni raggruppava il 25,6% del totale e si contavano ben 42 cittadini ultra-novantenni.
Un esame dei residenti per stato civile evidenziava, complessivamente, il 38,9% di celibi/nubili, il 50,7% di coniugati/e, l'1,8% di divorziati/e e l'8,6% di vedovi/e (prevalentemente donne).
Il quadro statistico del comune era completato dal dato sul Reddito dichiarato medio: 19 443 Euro.
Al 31 dicembre 2010 Prignano contava 269 cittadini stranieri residenti, di cui 44 dell'Unione europea e 225 extra-Unione Europea, con un'incidenza sul totale della popolazione del 7%.

### Etnie e minoranze straniere
Gli stranieri residenti nel comune sono 169. Di seguito sono riportati i gruppi più consistenti:
1. Marocco: 133
2. Tunisia: 23
3. Romania: 17
4. Ghana: 16
5. India: 12

## Cultura

### Istruzione

#### Biblioteca
La biblioteca comunale di Prignano si trova in Via de Gasperi, presso il polo scolastico.
Essa fa parte del Sistema bibliotecario intercomunale di Sassuolo, assieme a quelle di Fiorano, Formigine, Frassinoro e Maranello.

#### Scuole
Nel territorio di Prignano sono presenti 8 scuole:
- un micronido statale, nel capoluogo, destinato ai bambini di età compresa tra i 12 ed i 36 mesi;
- quattro scuole dell'infanzia statali (ex scuole materne), a Montebaranzone, Pigneto, Saltino e nel capoluogo, per bambini fino a 5 anni;
- due scuole primarie statali (ex scuole elementari), una a Pigneto ed una nel capoluogo, per bambini fino agli 11 anni;
- una scuola secondaria di I statale (ex scuola media) intitolata ad Alessandro Manzoni, nel capoluogo, per ragazzi da 11 a 14 anni.

L'Istituto Comprensivo “F. Berti”, nel capoluogo, raggruppa tutte le scuole statali (dell'infanzia, primarie e secondarie di I grado) del prignanese e la scuola primaria di Varana, frazione del Comune di Serramazzoni.

### Eventi
- Fiera della Gastronomia Montana;
- Corri Prignano (corsa campestre);
- CRI Summer Days (evento organizzato dal Comitato locale di Croce Rossa);
- Carnevale Prignanese;
- Torneo delle Frazioni - Memorial Sergio Abbati (Calcio a 7);

## Geografia antropica

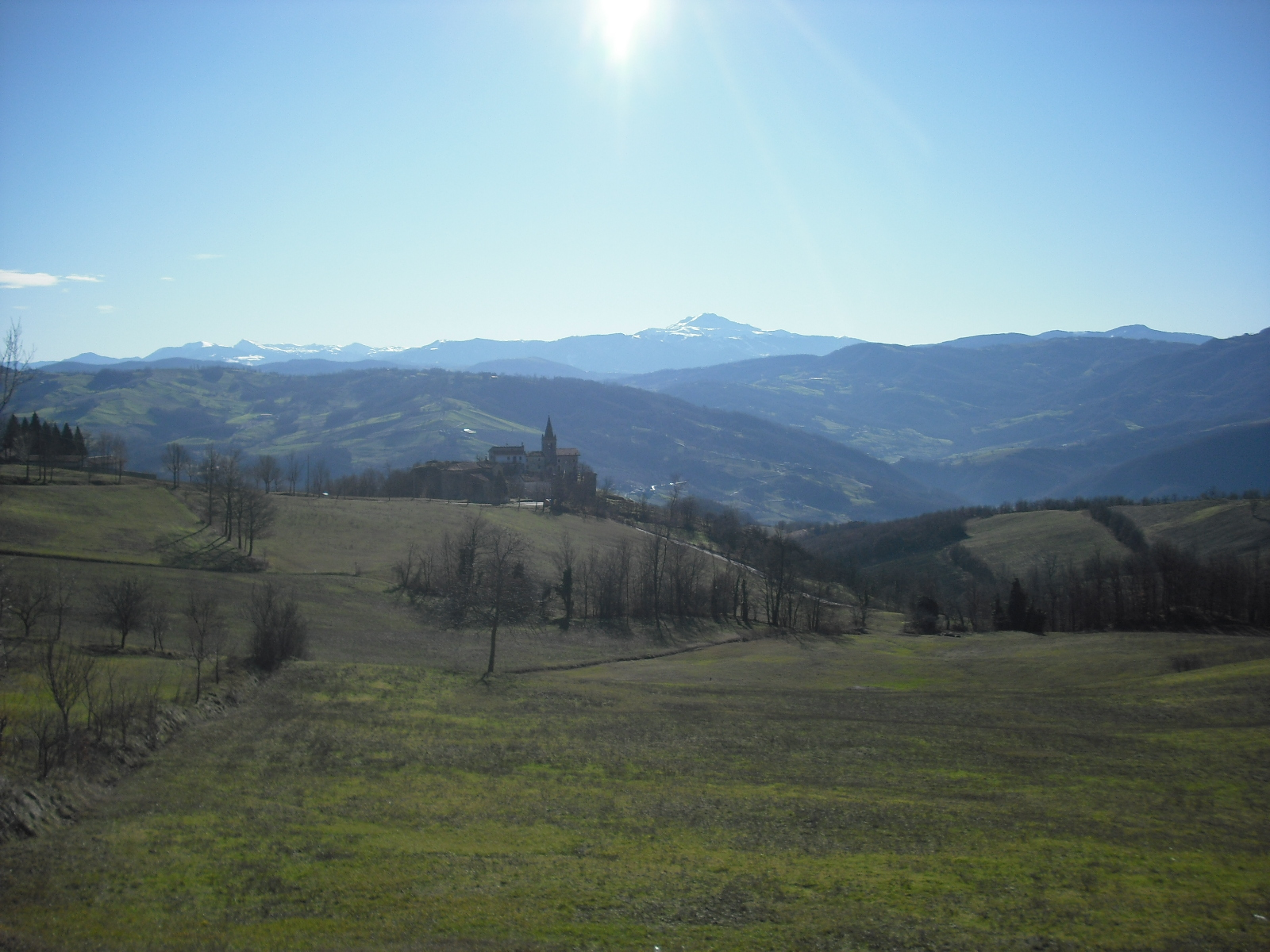
Panorama con il Monte Cimone sullo sfondo.

### Frazioni
(da "La secchia rapita")
- Castelvecchio
- Montebaranzone
- Morano
- Pescarola
- Pigneto
- Saltino
- Sassomorello

### Località e borghi
- Allegara
- Antico
- Barighelli di Sopra
- Biola
- Ca' d'Alberto
- Ca' del Duca
- Ca' di Viano
- Ca' Righetta
- Ca' Oceta
- Calvanella
- Casa Azzoni
- Casa Gherardi
- Casa Mussi
- Casa Nuova
- Casa Pellesi
- Casa Pozzi
- Casa Righi
- Casalcicogno
- Casale
- Casalpennato
- Casone
- Cassuolo
- Dignatica
- I Boschi
- Il Brandone
- Il Monte
- Il Poggio di Montebaranzone
- La Crocetta
- La Fredda
- La Nera
- La Palazzina
- La Pioppa
- La Volta di Saltino
- Le Are
- Le Borre
- Le Braide
- La Madonna
- Malacoda
- Montechiaratore
- Oceta
- Pedrocchio
- Perdachieto
- Poggio
- Poggiolbianco
- Poggiolrosso
- Pugnago
- Remagna
- San Pellegrinetto
- Sassofosco
- Serra di Morano
- Vezzano
- Volta di Pigneto.

## Economia

### Agricoltura
Nel 1936 il 91% della popolazione attiva era impegnata in agricoltura, il dato più alto dell'intera provincia.

### Industria
Nel 1936 solo il 5% della popolazione attiva era impegnata in industria e trasporti, il dato più basso dell'intera provincia (media: 21,1%).

## Infrastrutture e trasporti
- Strada provinciale 19 di Castelvecchio[49]
- Strada provinciale 20 di S. Pellegrinetto[49]
- Strada provinciale 21 di Serramazzoni[49]
- Strada provinciale 23 di Valle Rossenna[49]
- Strada provinciale 24 di Monchio[49]
- Strada provinciale 486 di Montefiorino[49].

## Amministrazione
| Periodo        | Periodo        | Primo cittadino      | Partito                                 | Carica  | Note          |
| -------------- | -------------- | -------------------- | --------------------------------------- | ------- | ------------- |
| 1930           | 1935           | Roberto Berti        |                                         | Podestà | [ 50 ]        |
| 1944           | 1944           | Arturo Pellesi       |                                         | Sindaco |               |
| 1944           | 1946           | Gino Macchioni       |                                         | Sindaco |               |
| 1946           | 1959           | Giuseppe Castagnetti |                                         | Sindaco |               |
| 1959           | 1970           | Peppino Casolari     |                                         | Sindaco |               |
| 1970           | 1970           | Filippo Manelli      |                                         | Sindaco |               |
| 1970           | 1975           | Ugo Giberti          |                                         | Sindaco |               |
| 1975           | 1979           | Cesare Fantini       |                                         | Sindaco |               |
| 12 maggio 1985 | 22 aprile 1995 | Bortolomeo Candeli   | Democrazia Cristiana                    | Sindaco | [ 51 ]        |
| 23 aprile 1995 | 12 giugno 2004 | Ennio Bonilauri      | Partito Popolare Italiano, Forza Italia | Sindaco | [ 52 ]        |
| 13 giugno 2004 | 25 maggio 2014 | Mauro Fantini        | lista civica Patto per Prignano         | Sindaco | [ 53 ] [ 54 ] |
| 26 maggio 2014 | 26 maggio 2019 | Valter Canali        | lista civica Patto per Prignano         | Sindaco | [ 55 ]        |
| 27 maggio 2019 | in carica      | Mauro Fantini        | lista civica Futuro per Prignano        | Sindaco | [ 56 ]        |